# Berdien Stenberg
Berdien Stenberg (* 30. Juli 1957 in Almelo; eigentlich Berdien Steunenberg) ist eine niederländische Flötistin.

## Leben und Wirken
Nach ihrem mittleren Schulabschluss absolvierte sie eine klassische Ausbildung zur Flötistin am Königlichen Konservatorium von Den Haag. 1983 landete sie mit ihrer Interpretation von Rondo Russo, dem Finale aus dem Flötenkonzert des italienischen Komponisten Saverio Mercadante, in den Popcharts ihres Heimatlandes einen Nummer-eins-Hit.
Seit 1998 ist Stenberg als Abgeordnete des CDA Mitglied im Gemeinderat ihres Wohnorts Almere. Bei den Kommunalwahlen wurde sie trotz eines schlechten Listenplatzes dank zahlreicher Vorzugsstimmen (voorkeurstem) erneut gewählt. Seit 2010 ist sie Beigeordnete (wethouder).

## Diskografie
Alben
- 1980: Secret Gardens (mit Judy Schomper)
- 1983: Rondo Russo
- 1984: Berdinerie
- 1985: All Seasons
- 1985: Ode Aan Amadeus (mit Jaap van Zweden)
- 1986: Christmas
- 1987: Pirouette
- 1988: Flute Fiësta (mit James Last)
- 1988: Her Most Beautiful Melodies
- 1989: Amour Pour Amour (mit Richard Clayderman)
- 1990: De Toverfluit Van Mozart
- 1992: Melodies D'amour
- 1995: The Brandenburgs  (mit Jaap van Zweden)
- 1996: Chanson D'amour
- 1996: It's A Small World